# Jan Chełmiński

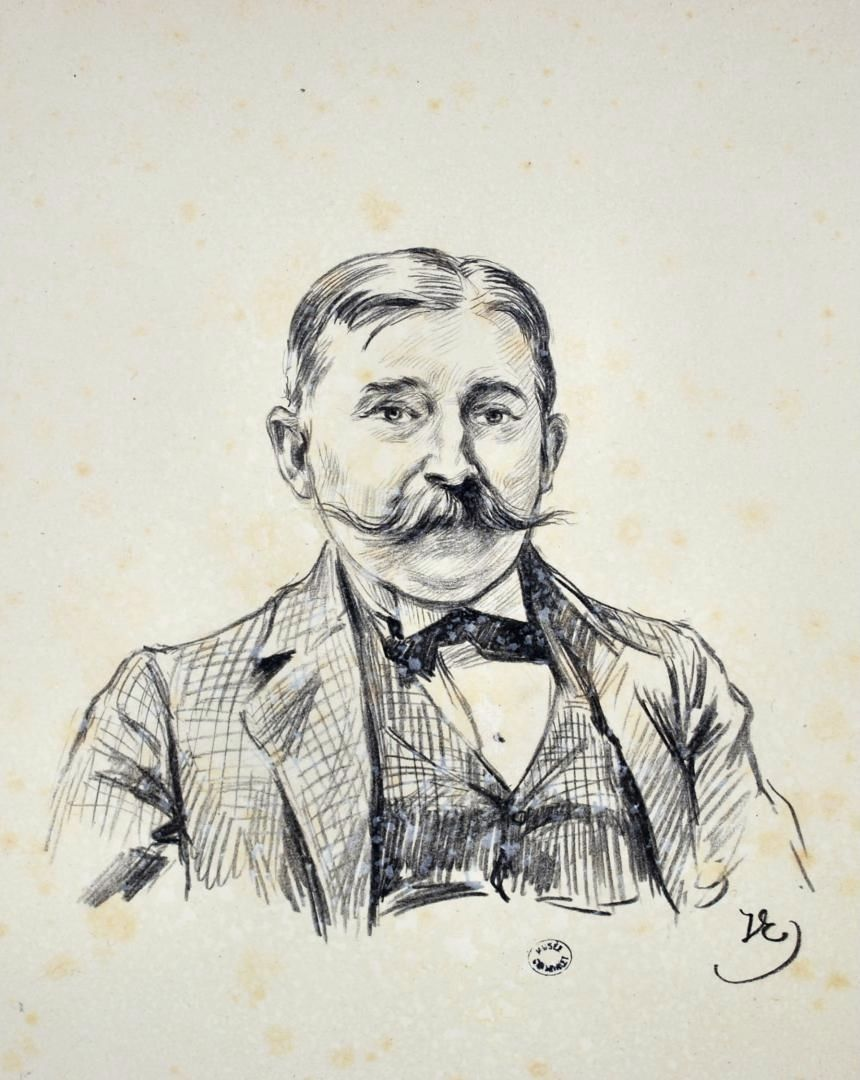
Jan Chełmiński

Jan Władysław Chełmiński, Künstlername Jan V. Chelminski, (* 27. Januar 1851 in Brzustów bei Inowłódz; † 1925 in New York City) war ein polnischer Genre-, Jagd- und Kriegsmaler.

## Leben
Chełmiński ist als Maler von Schlachten und Kriegen, Militärgeschichte sowie Porträts polnischer Militärpersonen bekannt. Er studierte zunächst als Schüler der Warschauer Zeichenschule in Warschau und bei Juliusz Kossak, zog 1874 nach München um und besuchte ab 14. April 1875 die Königliche Kunstakademie (Register: 3144). Hier war er Schüler von Alexander von Wagner, Alexander Strähuber, 1875 bei dem Historienmaler Józef Brandt und 1876 bei dem Schlachten- und Pferdemaler Franz Adam.

## Wirken
Bereits ab 1876 beteiligte er sich an Ausstellungen in München, Berlin, Wien, London und Paris mit Verkaufserfolgen. Seine Genre- und Jagdbilder trafen den Geschmack der oberen Gesellschaftsschichten. Ein Gemälde „Aufbruch zur Jagd“, 1877, wurde vom Herzog von Koburg-Gotha angekauft, eine „Parforcejagd aus dem 18. Jahrhundert“, 1879, vom König in Bayern. Ab den 1890er Jahren gestaltete er überwiegend Schlachten- oder Kriegsbilder aus der Zeit Napoleons I. oder polnische Regimentsbilder.
1884 besuchte Chełmiński New York zum ersten Mal, dann hielt er sich in London auf, wo er 1893 die Staatsbürgerschaft beantragte, wahrscheinlich in ein paar anderen Städten im Vereinigten Königreich (1888–1899), dann in Paris und St. Petersburg (1899), dann ab 1915 als festen Wohnsitz bis zu seinem Lebensende wieder New York. Das genaue Sterbedatum wird nicht angegeben.
Er war zweimal verheiratet: in erster Ehe mit Marie Henschel (1858–?), die er in München kennengelernt hatte und von der er sich scheiden ließ. In zweiter Ehe heiratete er 1893 die Schwester des Kunsthändlers Roland Knoedler, Léonie (1859–1956), Witwe des 1890 verstorbenen Dr. Edward Karsch Henschel. Léonie und Roland waren Kinder des bekannten New Yorker Kunsthändlers und Galeristen Michael Knoedler, in dessen Galerie M Knoedler & Co. Chełmiński auch ausstellte.

## Werke (Auswahl)
Ein Oeuvre-Katalog ist derzeit nicht bekannt.

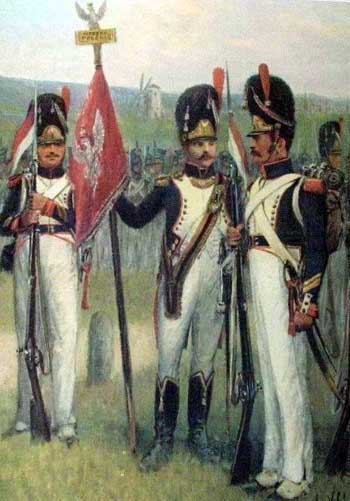
5. Infanterieregiment des Herzogtums Warschau
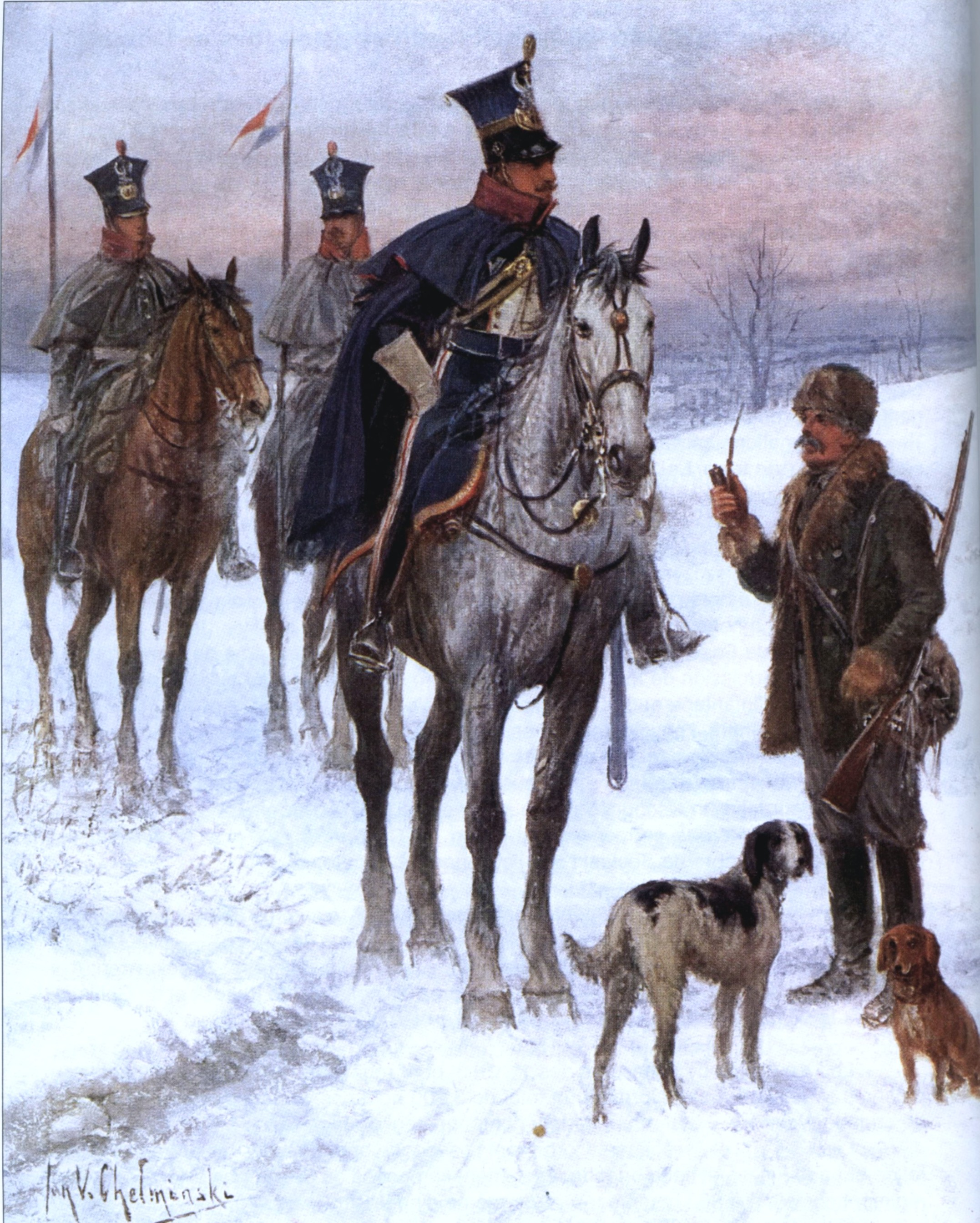
11. Ulanenregiment des Herzogtums Warschau
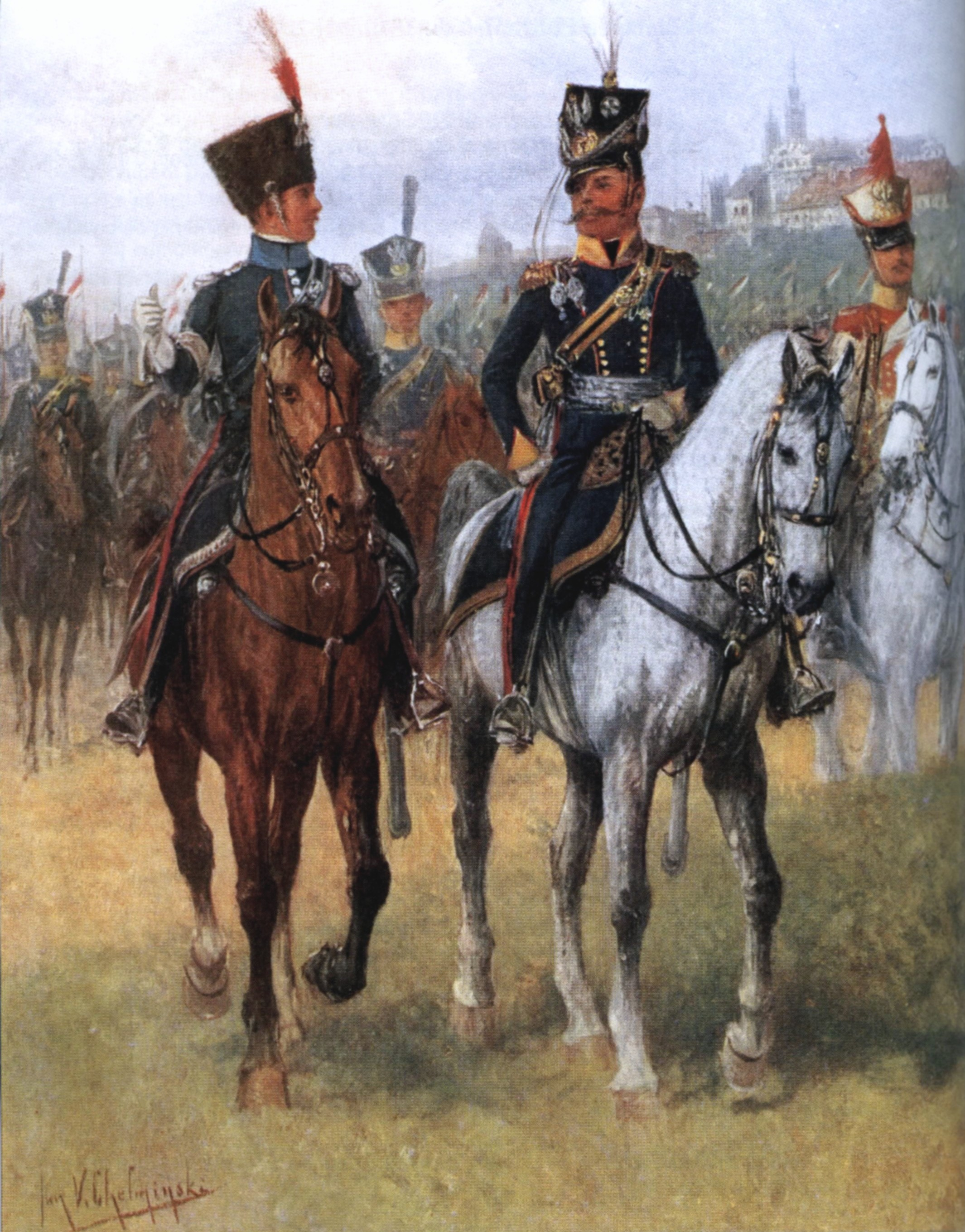
7. Ulanenregiment  des Herzogtums Warschau
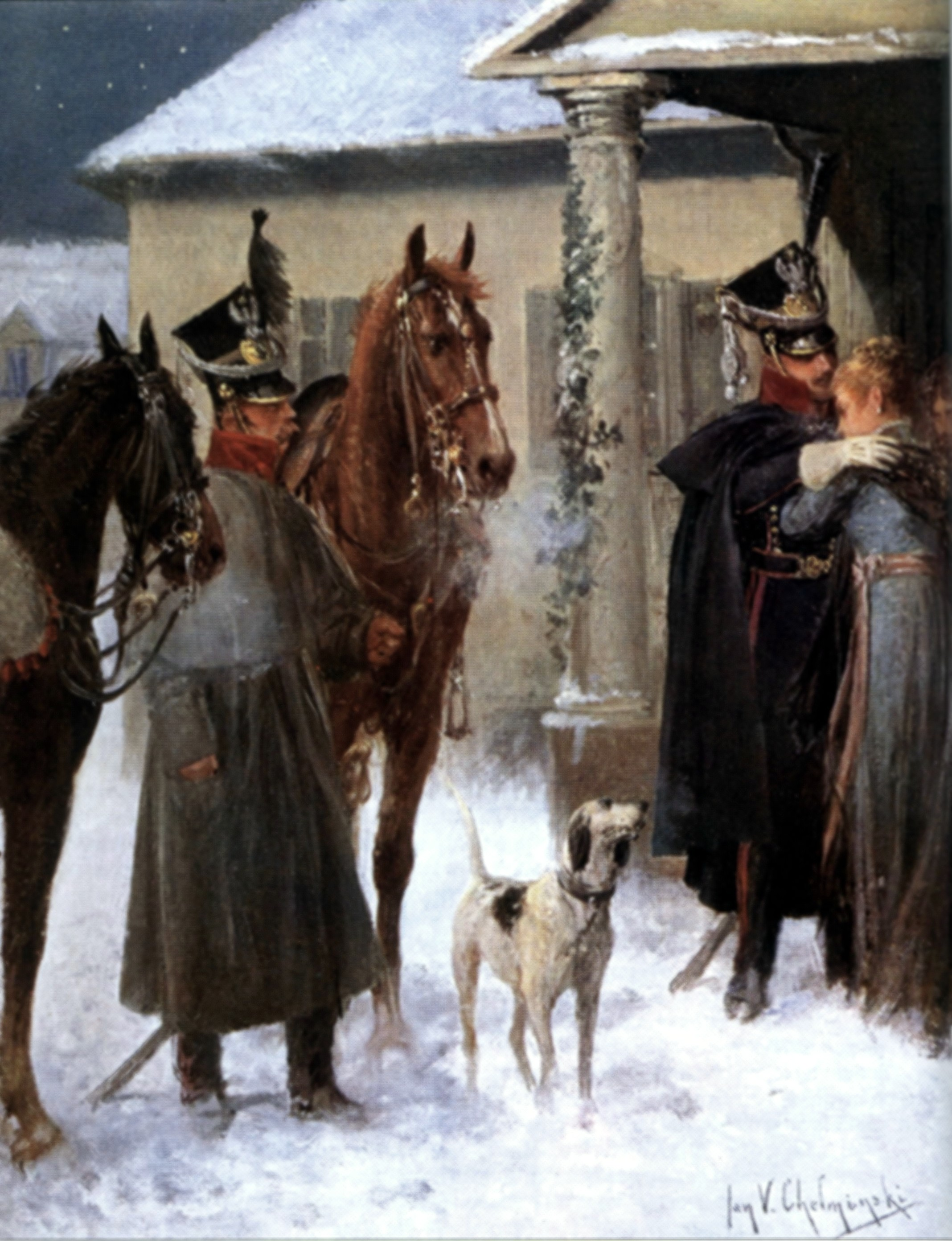
8. Ulanenregiment  des Herzogtums Warschau
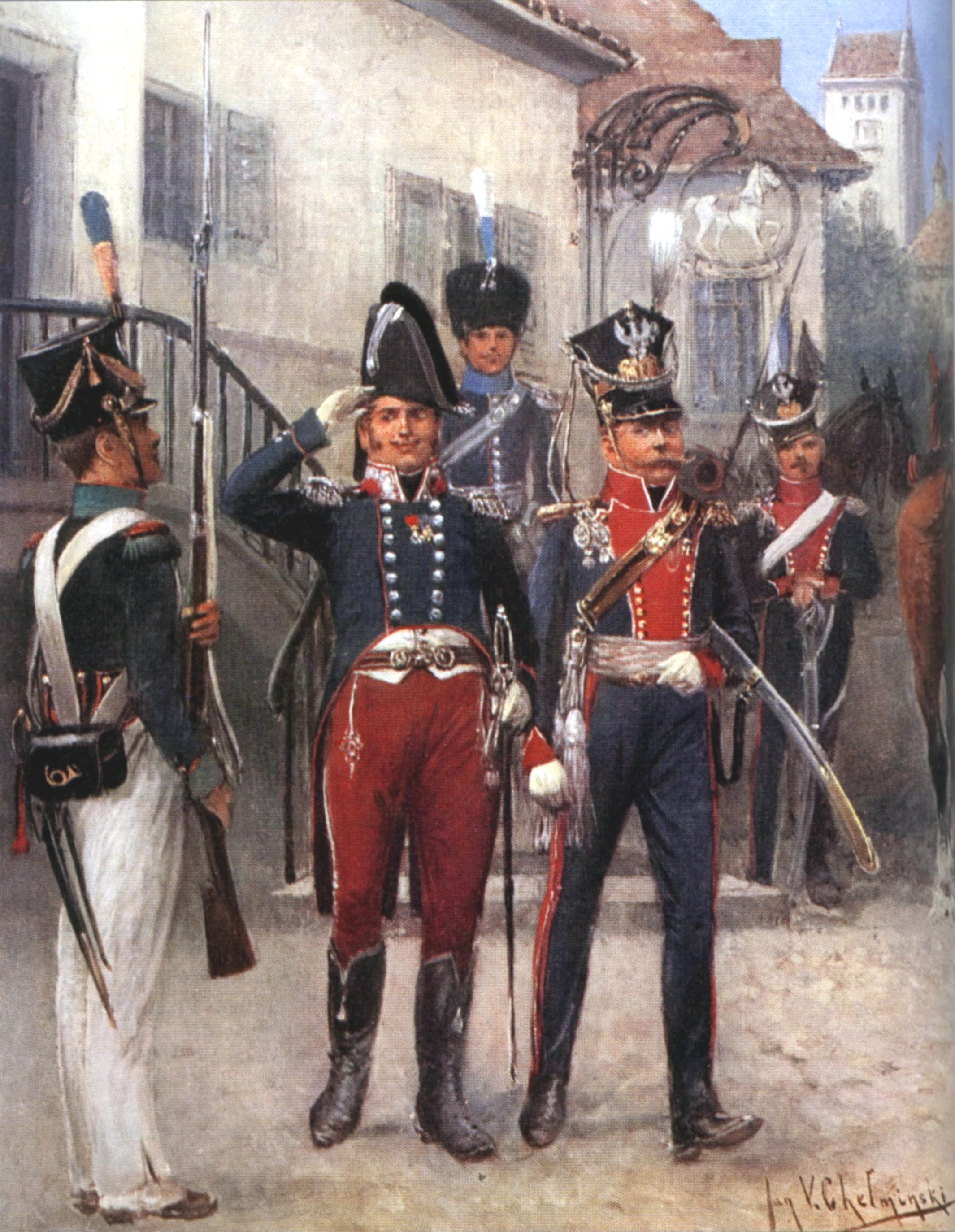
Brigadegeneral und Oberst des 17. Ulanenregiment
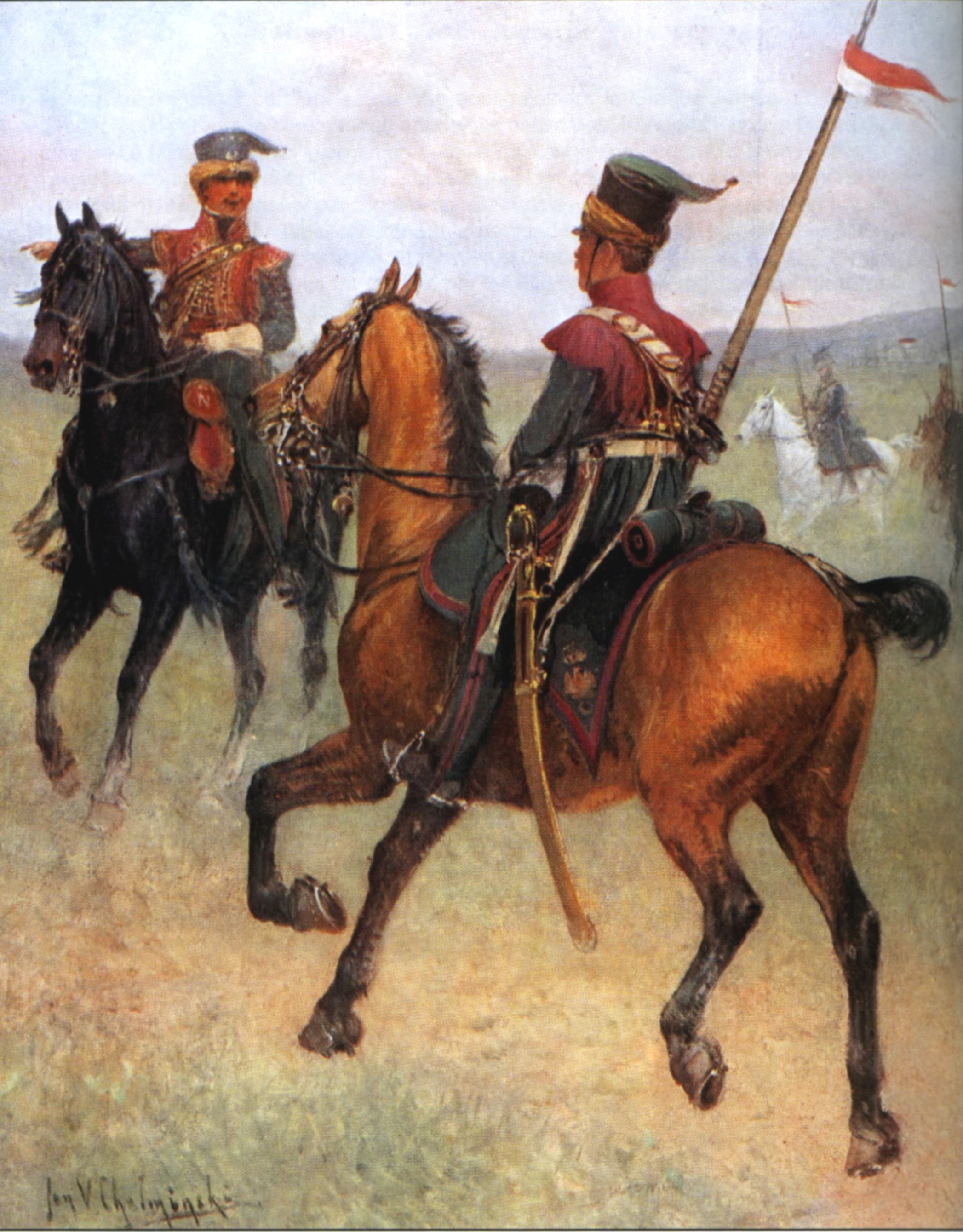
Litauische Tataren der Armee Napoleons
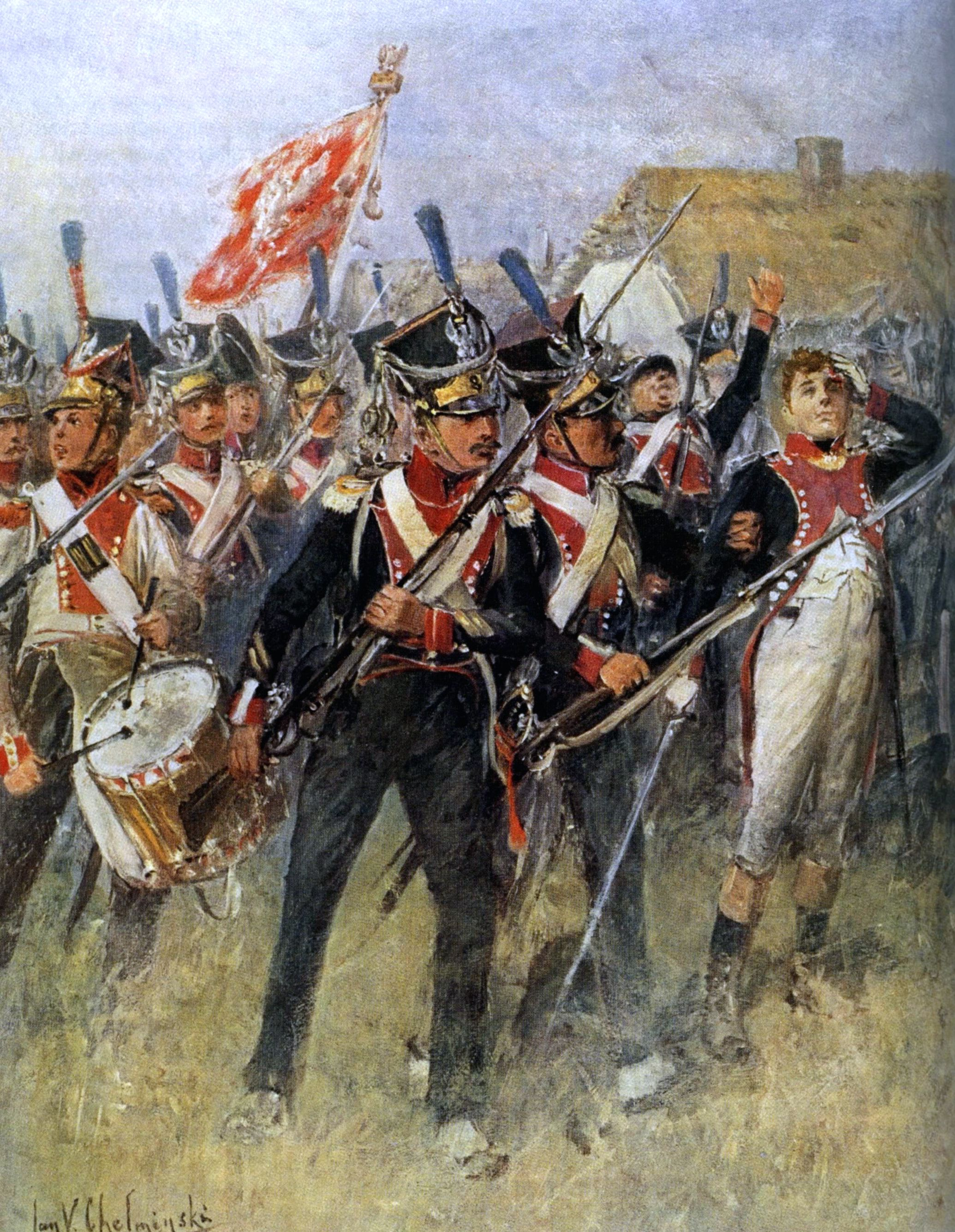
8. Infanterieregiment des Herzogtums Warschau
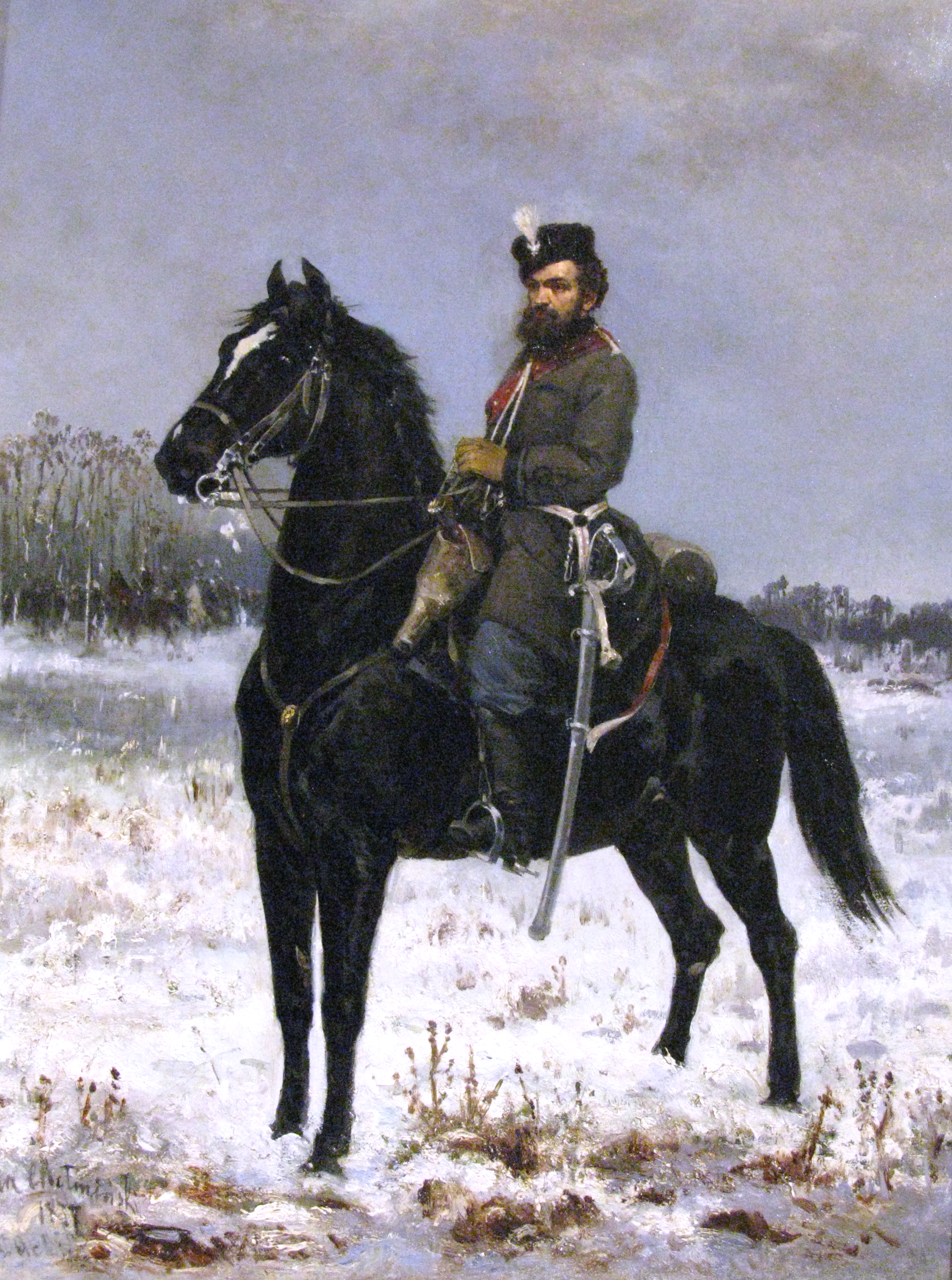
Porträt von Włodzimierz Rużycki de Rosenwerth.

## Publikationen
- Jan V. Chelminski: L’armée du Duché de Varsovi. Texte par le commandant A. Malibran. J. Leroy et cie, Paris 1913. Auflage: 1000 Exemplare.